# Larry King Live

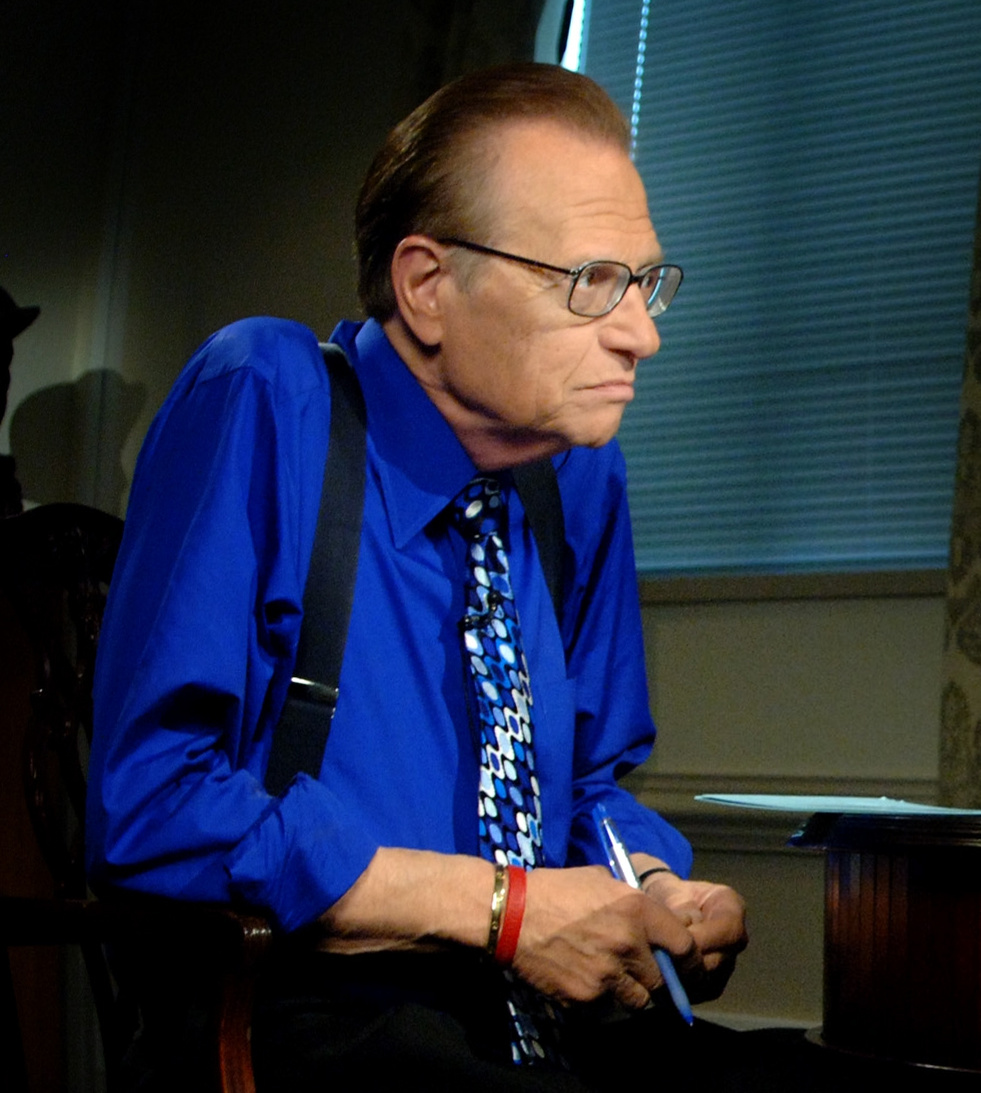
Larry King (2006)

Larry King Live war eine Talkshow auf dem US-Nachrichtensender CNN, die vom 3. Juni 1985 bis 16. Dezember 2010 gesendet und überwiegend in Los Angeles aufgenommen wurde.
Die Serie war eine nächtliche Interviewsendung des US-amerikanischen Nachrichtensenders CNN. Produzent und Moderator war Larry King. Gesendet wurde aus einem Fernsehstudio in Los Angeles, zu besonderen Anlässen auch in New York City und Washington, D.C.
Die Gäste waren hauptsächlich Prominente, Politiker, Musiker, Schauspieler oder Unternehmer. Der Moderator sprach mit einer oder auch mit mehreren Personen über aktuelle Themen. Die Sendung konnte weltweit empfangen werden. Die Dauer einer Ausgabe von Larry King Live betrug in der Regel eine volle Stunde, einschließlich Werbeunterbrechungen.

## Format

### Interviewstil
Larry King führte Interviews hauptsächlich im Studio, interviewte aber auch Menschen vor Ort im Weißes Haus, in ihren Gefängniszellen, in ihren Häusern und an anderen einzigartigen Orten. Kritiker behaupteten, Larry King habe im Vergleich zu anderen Interviewern „weiche“ Fragen gestellt, wodurch er Gäste erreichen könne, die einem Interview in „harten“ Talkshows abgeneigt wären. Sein Ruf, einfache, offene Fragen zu stellen, machte ihn für wichtige Persönlichkeiten attraktiv, die ihren Standpunkt darlegen wollten, ohne bei kontroversen Themen herausgefordert zu werden. In einem Interview bei „Late Night with Conan O’Brien“ sagte King, dass das Geheimnis eines guten Interviews darin besteht, den Gast dazu zu bringen, über sich selbst zu sprechen und sich selbst in den Hintergrund zu stellen.
In einem Interview in der Washington Post aus dem Jahr 1996 bemerkte King, dass er zwischen Softballs manchmal harte Fragen einbaue. King bevorzugt Ein-Satz-Fragen. In Interviews verkündete King außerdem, dass er sich so wenig wie möglich auf jede Sendung vorbereite, nicht die Bücher der von ihm interviewten Autoren lese und zugab, dass es sich bei der Sendung nicht um Journalismus, sondern um „Infotainment“ handele. Er sagte, dass er in jedem Interview versucht, ein Bild von Ernsthaftigkeit und Aufrichtigkeit zu vermitteln, und das Format der Show (King in Hosenträgern statt Anzug und Krawatte, direkt neben dem Gast sitzend) unterstreicht dies.
Als Antwort auf die Anschuldigungen wegen „‚Softball‘-Fragen“ sagt King: „Das habe ich nie verstanden. Ich habe nur versucht, die besten Fragen zu stellen, die mir einfielen, mir die Antworten anzuhören und dann nachzuhaken. Ich habe nie nachgefragt. Ich greife niemanden an – das ist nicht mein Stil –, aber ich gehe nach. Ich habe Leute gefragt, die das sagen: „Was ist eine Softball-Frage?“ Sie werden sagen: „Du sagst einem Filmstar, was ist dein nächstes Projekt?“ Für mich ist das kein Softball. Für mich ist das interessant – was machst du als nächstes?“

## Gastmoderatoren
Als King in der Show abwesend war, wurde er von anderen Interviewern vertreten.
- Geraldo Rivera war 1985 Gastmoderator.
- Ryan Seacrest von Wild Animal Games und American Idol fungierte bei einigen Shows als Gastmoderator.
- Nancy Grace war bei einigen Sendungen als Gastmoderatorin dabei, unter anderem bei der Sendung vom 31. Oktober 2003, in der es um den Fall Scott Peterson ging.
- Am 1. April 1994 und 2002 moderierte Kermit der Frosch die Show als Aprilscherz.
- Am 16. Februar 1998 moderierte Dan Rather eine Show über die damals andauernde Irak-Krise. Er moderierte auch am 19. Oktober 2000 mit Jay Leno als Gast.
- Am 29. März 1996 war Newt Gingrich, der damalige Sprecher des Repräsentantenhauses, Gastgeber, mit Jack Hanna als Gast.
- Am 16. Oktober 1998 moderierte Wolf Blitzer die Sendung, deren Thema der Fall Matthew Shepard war. Er moderierte auch die Folgen vom 1. und 19. März 2008. Darüber hinaus moderierte er erneut am 22. März 2010 und im August 2010.
- Am 22. Mai 2000 war Kathie Lee Gifford Gastgeberin, während Diane Sawyer und Joan Rivers die Gäste waren.
- Am 30. November 2000 interviewte Roger Cossack John Ashcroft, der gerade von Mel Carnahan besiegt worden war. Der verstorbene Carnahan wurde durch seine Frau Jean ersetzt
- Am 22. Januar 2001 moderierte Bob Schieffer eine Show über die Reform der Wahlkampffinanzierung mit John McCain als Gast.
- Am 3. Mai 2001 war Pat Sajak von Wheel of Fortune Gastgeber.
- Am 8. Juni 2005 wurde der Sportmoderator Bob Costas zum regelmäßigen Ersatzmoderator für die Show ernannt, der etwa 20 Mal im Jahr und nicht nach einem festen Zeitplan einspringt.
- Am 18. August 2005 moderierte Chris Pixley die Sendung anstelle des damaligen regulären Gastmoderators Bob Costas, der sich mit dem Thema, dem Fall Natalee Holloway, nicht wohl fühlte.
- Am 12. September 2005 war Phil Gastgeber. Das Thema war die Nachwirkungen des Hurrikans Katrina. Am 27. Februar 2009 war er erneut Gastmoderator und interviewte verschiedene Personen über die Suleman-Achtlinge.
- Der Komiker Bill Maher hat die Aufgabe des Gastmoderators übernommen.
- Am 26. Juni 2006 moderierte der ehemalige CNN- und heutige Fox News Channel-Reporter John Roberts.
- Im März 2007 fungierte Mike Shiver als Gastmoderator für einige Shows.
- Im April 2007 war Star Jones Gastgeber.
- Am 6. April 2007 moderierte der Late-Night-Talkshow-Moderator Jimmy Kimmel.
- Am 24. Juli 2007 moderierte der ehemalige Anwalt und Chefredakteur von TMZ.com, Harvey Levin, die Sendung als Gast. Das Diskussionsthema war Lindsay Lohans Verhaftung an diesem Morgen.
- Am 11. März 2008 war John King Gastgeber; er war auch am 26. Juli 2008, 21. November 2008 und 28. Januar 2009.
- Am 17. März 2008 und 24. April 2009 war Drew Gastgeber.
- Am 21. Juli 2008 war Glenn Beck Gastgeber.
- Am 19. Oktober 2007, 14. November 2008, 13. April 2009 und 1. Mai 2009 moderierte Joy Behar die Show. In der Show vom 1. Mai 2009 war Larry King zu Gast.
- Am 26. Juli 2008 moderierte Kathy Griffin eine Folge mit Paparazzi.
- Am 9. März 2009 war Ali Velshi Gastgeber.
- Am 11. März 2009 war Sanjay Gupta Gastgeber.
- Am 12. März 2009 moderierte Jeanine Pirro vom Fox News Channel.
- Am 27. März 2009 war Tavis Smiley Gastgeber. Am 10. August 2010 tat er dies erneut.
- Am 31. Dezember 2009 war Candy Crowley Gastgeberin.
- Am 19. Februar 2010 war Jeff Probst Gastgeber. Auch am 6. August 2010 war er erneut Gastgeber.
- Am 5. Juni 2010 veranstaltete der zukünftige US-Präsident Donald Trump eine Sondersendung zum 25-jährigen Jubiläum, bei der er King interviewte.
- Am 2. August 2010 war Kyra Phillips Gastgeberin.
- Am 3. August 2010 war Ali Wentworth Gastgeber.
- Am 22. August 2010 war George Lopez Gastgeber.